# Moldávia nos Jogos Olímpicos de Inverno de 1994
Moldávia participou dos Jogos Olímpicos de Inverno de 1994, realizados em Lillehammer, na Noruega. 
Foi a estreia do país nos Jogos Olímpicos de Inverno onde foi representado por dois atletas, um de cada gênero, que competiram no biatlo.

## Competidores
Esta foi a participação por modalidade nesta edição:
| Esporte | Masculino | Feminino | Total |
| ------- | --------- | -------- | ----- |
| Biatlo  | 1         | 1        | 2     |
| Total   | 1         | 1        | 2     |

## Desempenho

### Biatlo
Masculino
| Atleta         | Evento           | Faltas | Tempo     | Pos. | Ref.  |
| -------------- | ---------------- | ------ | --------- | ---- | ----- |
| Vasily Gherghy | Velocidade 10 km | 3      | 34:48.0   | 68º  | [ 3 ] |
| Vasily Gherghy | Individual 20 km | 9      | 1:16:30.4 | 70º  | [ 4 ] |

Feminino
| Atleta         | Evento            | Faltas | Tempo     | Pos. | Ref.  |
| -------------- | ----------------- | ------ | --------- | ---- | ----- |
| Elena Gorohova | Velocidade 7,5 km | 7      | 35:04.1   | 69º  | [ 5 ] |
| Elena Gorohova | Individual 15 km  | 14     | 1:13:33.1 | 68º  | [ 6 ] |

Legenda
| Recorde mundial      | Recorde mundial (World record)               |                       | Recorde africano                      | Recorde africano (African) |                                           | Q | Classificado por posição (Qualified) |
| Recorde olímpico     | Recorde olímpico (Olympic record)            | Recorde da América    | Recorde da América (Americas)         | q                          | Classificado por melhor tempo (Qualified) |   |                                      |
| Melhor marca do ano  | Melhor marca do ano (World leading)          | Recorde asiático      | Recorde asiático (Asian)              | DNS                        | Não largou (Did not start)                |   |                                      |
| Recorde nacional     | Recorde nacional (National record)           | Recorde europeu       | Recorde europeu (European)            | DNF                        | Não terminou (Did not finish)             |   |                                      |
| Recorde pessoal      | Recorde pessoal do atleta (Personal best)    | Recorde da Oceania    | Recorde da Oceania (Oceania)          | DSQ / DQ                   | Desclassificado (Disqualified)            |   |                                      |
| Recorde da temporada | Recorde da temporada do atleta (Season best) | Recorde sul-americano | Recorde sul-americano (South America) | NM                         | Sem marca (No mark)                       |   |                                      |